# Scolopsis frenata
Scolopsis frenata là một loài cá biển thuộc chi Scolopsis trong họ Cá lượng. Loài cá này được mô tả lần đầu tiên vào năm 1830.

## Từ nguyên
Từ định danh frenata trong tiếng Latinh nghĩa là "có đeo dây cương", hàm ý đề cập đến sọc vàng từ chóp mõm qua phần trên của mắt.

## Phân bố và môi trường sống
S. frenata có phân bố tập trung ở Madagascar và các đảo quốc lân cận (Seychelles, Réunion, Mauritius) về phía đông đến quần đảo Chagos.
S. frenata sống trên nền đáy cát gần các rạn san hô hoặc ám tiêu, độ sâu khoảng 5–20 m.

## Mô tả
Chiều dài cơ thể lớn nhất được ghi nhận ở C. frenata là 26 cm. Chúng có màu ô liu hoặc ánh xanh lam ở lưng, trắng thân phía dưới. Mõm màu xám đen, có một sọc xanh lam mỏng từ chóp mõm đến rìa dưới trước của mắt. Sọc vàng trên mõm, qua phần trên của mắt, uốn cong trên lưng kéo dài đến rìa trên của cuống đuôi, sọc này có viền lục đậm ở trên (đoạn từ sau mắt đến dưới gai vây lưng thứ 3 hoặc thứ 4). Sọc vàng mỏng hơn từ đầu dọc theo gốc vây lưng (vệt này mờ đi theo tuổi). Cá con màu xanh lam ở nửa thân trên, trắng ở dưới, có sọc vàng hẹp ở giữa mỗi bên thân trên, và sọc vàng dày hơn từ trên mõm đến nửa trên cuống đuôi..
Số gai vây lưng: 10; Số tia vây lưng: 9; Số gai vây hậu môn: 3; Số tia vây hậu môn: 7; Số tia vây ngực: 15; Số gai vây bụng: 1; Số tia vây bụng: 5.

## Sinh thái
S. frenata thường sống thành từng nhóm nhỏ, cá con sống đơn độc.